# Sonnighorn
Sonnighorn (em italiano:  Pizzo Bottarello) é uma montanha nos Alpes valaisanos situado no limite entre o  Cantão suíço do Valais e o Piemonte na Itália  e cujo ponto culminante se situa a 3 487 metros.
Este acidente geográfico faz parte da divisória de águas  entre o Mar Adriático e o Mar Mediterrâneo.

## Ascensão
A primeira ascensão foi feita em 1879 por Alexander Burgener.